# Lijst van coaches van het Samoaans voetbalelftal (mannen)
Dit is een lijst van bondscoaches van het Samoaans voetbalelftal mannen.

## Bondscoaches
| Naam           | Land van herkomst | Begin periode    | Einde periode    | Prijzen | Opmerkingen/Wijze van vertrek |
| -------------- | ----------------- | ---------------- | ---------------- | ------- | ----------------------------- |
| Terry Epa      | Samoa             | 1 juli 1995      | 30 juni 1998     |         |                               |
| Vic Fernandez  | Argentinië        | 1 april 2001     | 30 juni 2001     |         |                               |
| Malo Vaga      | Samoa             | 2002             | 2002             |         | [ 2 ]                         |
| Rudi Gutendorf | Duitsland         | 1 juli 2003      | 30 juni 2004     |         |                               |
| David Brand    | Engeland          | 1 mei 2004       | 30 juni 2007     |         |                               |
| Falevi Umutaua | Samoa             | 1 juli 2007      | 30 juni 2008     |         |                               |
| Tunoa Lui      | Samoa             | 1 juli 2011      | 31 december 2011 |         |                               |
| Malo Vaga      | Samoa             | 2012             | 2012             |         | [ 2 ]                         |
| Phineas Young  | Samoa             | 1 juli 2013      | 31 december 2015 |         |                               |
| Scott Easthope | Australië         | 1 januari 2016   | 30 juni 2017     |         |                               |
| Paul Ualesi    | Samoa             | 1 juli 2017      | 10 februari 2021 |         |                               |
| Matt Calcott   | Nieuw-Zeeland     | 11 februari 2021 | 31 december 2022 |         | [ 3 ]                         |
| Ryan Stewart   | Noord-Ierland     | 1 januari 2023   |                  |         | [ 4 ]                         |

FFS · 
A-internationals · 
Samoaans vrouwenelftal
1989 – 1999 · 
2000 – 2009 · 
2010 – 2019 ·
2020 − 2029
Amerikaans-Samoa ·
Australië ·
Cookeilanden ·
Fiji ·
Nieuw-Caledonië ·
Nieuw-Zeeland ·
Papoea-Nieuw-Guinea ·
Salomonseilanden ·
Tahiti ·
Tonga ·
Vanuatu